# Катастрофа Ми-8 близ села Каракенд
Катастрофа Ми-8 близ села Каракенд (азерб. Qarakənd faciəsi) — крушение вертолёта № 72 внутренних войск МВД СССР Ми-8, на борту которого находились высокопоставленные чиновники Азербайджана и наблюдатели от России и Казахстана, произошло в среду 20 ноября 1991 года в трёх километрах от села Каракенд в Нагорном Карабахе. Вертолёт был сбит армянскими вооружёнными силами (как позже заявили власти Армении, случайно).

## История крушения
20 ноября 1991 года в 14:42 по местному времени (UTC+4) в трёх километрах от села Каракенд Мартунинского района НКАО потерпел крушение вертолёт № 72 внутренних войск МВД СССР Ми-8, на борту которого находилось 22 человека, включая членов экипажа. Среди погибших были высшие правительственные чиновники Азербайджана, журналисты, а также члены российско-казахстанской миротворческой миссии. Вертолёт направлялся из Агдама в карабахский райцентр Мартуни, где накануне произошли серьёзные столкновения между жителями города и населенного азербайджанцами пригорода Ходжавенд. Наблюдатели от России и Казахстана, работающие в НКАО в соответствии с Железноводским коммюнике, в сопровождении представителей руководства Азербайджана направлялись в Мартуни для ознакомления с осложнившейся в этом районе обстановкой.
Первая версия причин катастрофы была озвучена ТАСС со ссылкой на комендатуру особого района НКАО — вертолёт налетел в тумане на скалу. Однако расследование обнаружило пробоины в фюзеляже и лопастях вертолёта, соответствующие взрыву ракеты. Версия, по которой причиной катастрофы стали ошибка пилота и плохие метеоусловия, отошла на второй план. Было всё больше свидетельств того, что вертолёт Ми-8 был расстрелян. Многие представители следственной группы склонялись считать пробоины следами обстрела из крупнокалиберного танкового пулемёта НСВТ или ПКТВ калибра 14,5 мм. Кроме того, по непроверенным данным, следы пуль были и на трупах. По рассказам некоторых очевидцев, сразу после трагедии над местом гибели «№ 72» пролетел неопознанный вертолёт, а чуть позже к обломкам подъезжала машина ГАЗ-56 зелёного цвета. Место катастрофы до приезда военных было полностью разграблено: исчезло 12 пистолетов, аппаратура корреспондентов азербайджанских журналистов, ценные вещи погибших, приборы вертолёта. Были утверждения, что пропали тела некоторых жертв трагедии. «Чёрный ящик», однако, уцелел и был направлен в Баку на обследование. Против версии, по которой причиной гибели стал туман, говорило и то, что погода в тот день для вертолётов была вполне нормальной. Видимость — 6-8 километров. Командующий внутренними войсками МВД СССР генерал-лейтенант Василий Савин сказал, что подразделение внутренних войск добралось на место катастрофы уже затемно и действительно обнаружило следы неизвестных посетителей. Савин также выразил сомнения в том, что причиной гибели вертолёта могли стать плохие метеоусловия. Также этот вертолёт уже трижды попадал под обстрелы.
На следующий день 21 ноября председатель комиссии по расследованию причин катастрофы Адиль Агаев по телевидению заявил, что вертолёт был обстрелян с земли из крупнокалиберного оружия, видеоаппаратура и оружие с места катастрофы похищены. В ответ на это заявление народные депутаты СССР от Армении и НКАО Зорий Балаян, Виктор Амбарцумян, Генрих Игитян, Сос Саркисян обвинили Центральное Телевидение в тенденциозности и намекнули на непричастность «национально-освободительной армии Арцаха» к крушению вертолёта. По их словам, «не случайно тотчас же после катастрофы на месте трагедии оказался бывший второй секретарь КП Азербайджана, бывший советник Наджибуллы Виктор Поляничко, который два года занимался подстрекательской деятельностью в Карабахе» (Виктор Поляничко возглавлял учреждённый Азербайджаном оргкомитет по управлению НКАО) .
21 ноября вечером в Агдам для расследования инцидента вылетела комиссия МВД СССР во главе с первым заместителем главкома ВВ МВД СССР генерал-майором Вячеславом Пономаревым, которая выяснила, что перед её приездом место крушения было разграблено неизвестными. По словам Генерального прокурора СССР Николая Трубина, на место катастрофы вылетели также начальник управления Прокуратуры Союза Бутурлин и специалист по авиационной технике Козлов. Их приезд был согласован с президентом Азербайджана. В НКАО отправились и специалисты из Главной военной прокуратуры. В Азербайджан отправился и заместитель министра внутренних дел Союза В. Трубин. Вскоре район падения вертолёта перешёл под контроль армянских вооружённых сил, в связи с чем расследование было приостановлено.
Президент Армении Левон Тер-Петросян и исполняющий обязанности премьер-министра республики Грант Багратян направили высшим руководителям России, Казахстана и Азербайджана телеграммы соболезнования в связи с трагической гибелью в катастрофе представителей этих республик. Глава полномочной делегации Армении, созданной в соответствии с Железноводским коммюнике, Бабкен Араркцян направил по тому же поводу телеграмму соболезнования группе наблюдателей от России, Казахстана и полномочной делегации Азербайджанской Республики. Свои соболезнования родным и близким погибших в авиационной катастрофе выразили и представители министров финансов стран «семёрки», проводившие в эти дни переговоры в Москве.
Похороны погибших состоялись в Баку 22 ноября.

### Мнение азербайджанской стороны
Министерство национальной безопасности Азербайджана охарактеризовало крушение вертолёта как теракт. Сами же азербайджанцы после сообщения о случившейся трагедии восприняли случившееся как «очередные происки армянских террористов», после чего в Баку начались стихийные многотысячные митинги с требованием к Верховному Совету и президенту Аязу Муталибову навести порядок в Карабахе или уйти в отставку.
В 2016 году было опубликовано журналистское расследование, согласно которому целостность чёрных ящиков была нарушена после их обнаружения и до их доставки в Москву.

### Мнение армянской стороны
Министерство обороны Армении охарактеризовало случившееся с Ми-8 как крушение.

### Мнение властей непризнанной НКР
По мнению Арсена Мелик-Шахназарова — советника министра НКР, следствие так и не было доведено до конца, а истинную причину гибели вертолёта так и не установили.

## Список жертв
По данным азербайджанской стороны в авиакатастрофе погибло 22 человека:
Экипаж
- Вячеслав Котов — командир экипажа вертолёта, майор;
- Дмитрий Яловенко — член экипажа вертолёта, штурман, лейтенант.
- Геннадий Долгов — член экипажа вертолёта, бортовой техник

Пассажиры
- Мухаммед Асадов — госсоветник по вопросам обороны (бывший министр внутренних дел Азербайджана);
- Зульфи Гаджиев — вице-премьер;
- Исмет Гаибов — генеральный прокурор Азербайджана;
- Вагиф Джафаров — депутат;
- Ариф Гусейнзаде — осветитель АзТВ;
- Николай Жинкин — заместитель командующего Закавказским округом внутренних войск и военный комендант Нагорно-Карабахской автономной области, генерал-майор;
- Сергей Иванов— начальник отдела Управления МНБ по НКАО;
- Тофик Исмаилов — государственный секретарь Азербайджана;
- Владимир Ковалёв — генерал-майор начальник управления внутренних дел НКАО;
- Олег Кочерев — подполковник;
- Михаил Лукашов — генерал-майор милиции;
- Вели Мамедов — депутат;
- Рафиг Мамедов — помощник госсекретаря Азербайджана;
- Осман Мирзоев — заведующий отделом аппарата президента Азербайджана;
- Алы Мустафаев — тележурналист;
- Гурбан Намазалиев — первый заместитель министра мелиорации и водного хозяйства Азербайджана;
- Игорь Плавский — прокурор НКАО;
- Сайлау Сериков — полковник милиции заместитель министра внутренних дел Казахстана;
- Фахраддин Шахбазов — видеооператор;

Председатель Верховного суда Азербайджанской ССР Гусейн Талыбов тоже должен был быть на борту МИ-8. Помимо него выжило ещё двое человек. Один из них, Садай Гулиев, занимал должность заместителя начальника ГЛАВАЗМЕЛИОВОТСТРОЙ, второй — заместитель министра сельского хозяйства и продовольствия Акиф Гаджиев. Все трое опоздали на вылет.